# 2. Fußball-Bundesliga 2018-2019
La 2. Fußball-Bundesliga 2018-2019 è stata la 45ª edizione del secondo livello del campionato di calcio tedesco. La stagione, iniziata il 3 agosto 2018 e terminata il 19 maggio 2019, è stata vinta dal Colonia, seguita dal Paderborn. L’Union Berlino, uscito vincente dallo spareggio contro lo Stoccarda, è la terza squadra ad ottenere la promozione in Bundesliga.

## Squadre 2018-2019

### Promozioni e retrocessioni
| Promosse dalla 3. Liga | Retrocesse dalla Bundesliga | Promosse in Bundesliga        | Retrocesse in 3. Liga                 |
| ---------------------- | --------------------------- | ----------------------------- | ------------------------------------- |
| Magdeburgo Paderborn   | Amburgo Colonia             | Fortuna Düsseldorf Norimberga | Eintracht Braunschweig Kaiserslautern |

### Stadi e città
| Squadra           | Città                   | Stadio                         |
| ----------------- | ----------------------- | ------------------------------ |
| Amburgo           | Amburgo                 | Volksparkstadion               |
| Arminia Bielefeld | Bielefeld               | SchücoArena                    |
| Bochum            | Bochum                  | Rewirpowerstadion              |
| Colonia           | Colonia                 | RheinEnergieStadion            |
| Darmstadt         | Darmstadt               | Merck-Stadion am Böllenfalltor |
| Dinamo Dresda     | Dresda                  | Glücksgas-Stadion              |
| Duisburg          | Duisburg                | Schauinsland-Reisen-Arena      |
| Erzgebirge Aue    | Aue                     | Erzgebirgsstadion              |
| Greuther Fürth    | Fürth                   | Trolli Arena                   |
| Heidenheim        | Heidenheim an der Brenz | Voith-Arena                    |
| Holstein Kiel     | Kiel                    | Holstein-Stadion               |
| Ingolstadt 04     | Ingolstadt              | Audi Sportpark                 |
| Jahn Ratisbona    | Ratisbona               | Continental Arena              |
| Magdeburgo        | Magdeburgo              | MDCC-Arena                     |
| Paderborn         | Paderborn               | Benteler-Arena                 |
| Sandhausen        | Sandhausen              | Hardtwaldstadion               |
| St. Pauli         | Amburgo                 | Millerntor-Stadion             |
| Union Berlino     | Berlino                 | Alte Försterei                 |

## Allenatori e primatisti
Aggiornato al 17 febbraio 2019
| Club              | Allenatore                                                                     | Calciatore Più Presente | Miglior Marcatore              |
| ----------------- | ------------------------------------------------------------------------------ | ----------------------- | ------------------------------ |
| Amburgo           | Christian Titz (fino al 23.10.18) Hannes Wolf                                  |                         | Pierre-Michel Lasogga (10)     |
| Arminia Bielefeld | Jeff Saibene (fino al 12.12.18) Uwe Neuhaus                                    |                         | Fabian Klos (8)                |
| Bochum            | Robin Dutt                                                                     |                         | Lukas Hinterseer (12)          |
| Colonia           | Markus Anfang                                                                  |                         | Simon Terodde (23)             |
| Darmstadt         | Dirk Schuster (fino al 18.02.19) Dīmītrīs Grammozīs                            |                         | Serdar Dursun Tobias Kempe (7) |
| Dinamo Dresda     | Uwe Neuhaus (fino al 22.08.18) Maik Walpurgis (fino al 24.02.19) Cristian Fiél |                         | Moussa Koné (9)                |
| Duisburg          | Iliya Gruev (fino al 01.10.18) Torsten Lieberknecht                            |                         | Cauly Kevin Wolze (4)          |
| Erzgebirge Aue    | Daniel Meyer                                                                   |                         | Pascal Testroet (11)           |
| Greuther Fürth    | Damir Burić (fino al 04.02.19) Stefan Leit                                     |                         | Daniel Keita-Ruel (9)          |
| Heidenheim        | Frank Schmidt                                                                  |                         | Robert Glatzel (11)            |
| Holstein Kiel     | Tim Walter                                                                     |                         | Janni Serra (9)                |
| Ingolstadt 04     | Stefan Leitl (fino al 22.09.18) Alexander Nouri (fino al 02.12.18) Jens Keller |                         | Sonny Kittel (6)               |
| Jahn Ratisbona    | Achim Beierlorzer                                                              |                         | Marco Gruttner                 |
| Magdeburgo        | Jens Härtel (fino al 12.11.18) Michael Oenning                                 |                         | Christian Beck (8)             |
| Paderborn         | Steffen Baumgart                                                               |                         | Philipp Klement (11)           |
| Sandhausen        | Kenan Kocak (fino al 08.10.18) Uwe Koschinat                                   |                         | Fabian Schleusener (9)         |
| St. Pauli         | Markus Kauczinski                                                              |                         | Henk Veerman (6)               |
| Union Berlino     | Urs Fischer                                                                    |                         | Sebastian Andersson (8)        |

### Squadre per Länder
| Land                             | N.º | Squadre                                                  |
| -------------------------------- | --- | -------------------------------------------------------- |
| Renania Settentrionale-Vestfalia | 5   | Arminia Bielefeld, Bochum, Duisburg, Colonia e Paderborn |
| Baviera                          | 3   | Greuther Fürth, Ingolstadt e Jahn Regensburg             |
| Amburgo                          | 2   | Amburgo e St. Pauli                                      |
| Baden-Württemberg                | 2   | Heidenheim e Sandhausen                                  |
| Sassonia                         | 2   | Dinamo Dresda ed Erzgebirge Aue                          |
| Assia                            | 1   | Darmstadt                                                |
| Berlino                          | 1   | Union Berlino                                            |
| Sassonia-Anhalt                  | 1   | Magdeburgo                                               |
| Schleswig-Holstein               | 1   | Holstein Kiel                                            |

## Classifica finale
|  | Pos. | Squadra           | Pt | G  | V  | N  | P  | GF | GS | DR  |
|  | ---- | ----------------- | -- | -- | -- | -- | -- | -- | -- | --- |
|  | 1.   | Colonia           | 63 | 34 | 19 | 6  | 9  | 84 | 47 | +37 |
|  | 2.   | Paderborn         | 57 | 34 | 16 | 9  | 9  | 76 | 50 | +26 |
|  | 3.   | Union Berlino     | 57 | 34 | 14 | 15 | 5  | 54 | 33 | +21 |
|  | 4.   | Amburgo           | 56 | 34 | 16 | 8  | 10 | 45 | 42 | +3  |
|  | 5.   | Heidenheim        | 55 | 34 | 15 | 10 | 9  | 55 | 45 | +10 |
|  | 6.   | Holstein Kiel     | 49 | 34 | 13 | 10 | 11 | 60 | 51 | +9  |
|  | 7.   | Arminia Bielefeld | 49 | 34 | 13 | 10 | 11 | 52 | 50 | +2  |
|  | 8.   | Jahn Ratisbona    | 49 | 34 | 12 | 13 | 9  | 55 | 54 | +1  |
|  | 9.   | St. Pauli         | 49 | 34 | 14 | 7  | 13 | 46 | 53 | -7  |
|  | 10.  | Darmstadt         | 46 | 34 | 13 | 7  | 14 | 45 | 53 | -8  |
|  | 11.  | Bochum            | 44 | 34 | 11 | 11 | 12 | 49 | 50 | -1  |
|  | 12.  | Dinamo Dresda     | 42 | 34 | 11 | 9  | 14 | 41 | 48 | -7  |
|  | 13.  | Greuther Fürth    | 42 | 34 | 10 | 12 | 12 | 37 | 56 | -19 |
|  | 14.  | Erzgebirge Aue    | 40 | 34 | 11 | 7  | 16 | 43 | 47 | -4  |
|  | 15.  | Sandhausen        | 38 | 34 | 9  | 11 | 14 | 45 | 52 | -7  |
|  | 16.  | Ingolstadt 04     | 35 | 34 | 9  | 8  | 17 | 43 | 55 | -12 |
|  | 17.  | Magdeburgo        | 31 | 34 | 6  | 13 | 15 | 35 | 53 | -18 |
|  | 18.  | Duisburg          | 28 | 34 | 6  | 10 | 18 | 39 | 65 | -26 |

## Spareggi

### Play off promozione
Allo spareggio sono ammesse la sedicesima classificata in Bundesliga e la terza classificata in 2. Fußball-Bundesliga.
|               | Risultati |               | Luogo e data              |
| ------------- | --------- | ------------- | ------------------------- |
| Stoccarda     | 2-2       | Union Berlino | Stoccarda, 23 maggio 2019 |
| Union Berlino | 0-0       | Stoccarda     | Berlino, 27 maggio 2019   |
|               |           |               |                           |

### Play-out
Allo spareggio sono ammesse la sedicesima classificata in 2. Fußball-Bundesliga e la terza classificata in 3. Liga.
|                 | Risultati |                 | Luogo e data               |
| --------------- | --------- | --------------- | -------------------------- |
| Wehen Wiesbaden | 1-2       | Ingolstadt 04   | Wiesbaden, 24 maggio 2019  |
| Ingolstadt 04   | 2-3       | Wehen Wiesbaden | Ingolstadt, 28 maggio 2019 |
|                 |           |                 |                            |

## Statistiche

### Classifica marcatori
| Gol |  |  | Giocatore             | Squadra           |
| --- |  |  | --------------------- | ----------------- |
| 29  |  |  | Simon Terodde         | Colonia           |
| 20  |  |  | Jhon Córdoba          | Colonia           |
| 18  |  |  | Lukas Hinterseer      | Bochum            |
| 17  |  |  | Andrew Wooten         | Sandhausen        |
| 17  |  |  | Fabian Klos           | Arminia Bielefeld |
| 16  |  |  | Philipp Klement       | Paderborn         |
| 15  |  |  | Pascal Testroet       | Erzgebirge Aue    |
| 15  |  |  | Sargis Adamyan        | Jahn Ratisbona    |
| 13  |  |  | Pierre-Michel Lasogga | Amburgo           |
| 13  |  |  | Robert Glatzel        | Heidenheim        |
| 13  |  |  | Andreas Voglsammer    | Arminia Bielefeld |
| 12  |  |  | Marco Gruttner        | Jahn Ratisbona    |
| 12  |  |  | Sebastian Andersson   | Union Berlino     |
| 11  |  |  | Serdar Dursun         | Darmstadt         |
| 11  |  |  | Hamadi Al Ghaddioui   | Jahn Ratisbona    |

### Record e primati
Squadre
- Maggior numero di vittorie: Colonia (19)
- Minor numero di vittorie: Duisburg e Magdeburgo (6)
- Maggior numero di sconfitte: Duisburg (18)
- Minor numero di sconfitte: Union Berlino (5)
- Maggior numero di pareggi: Union Berlino (15)
- Minor numero di pareggi: Colonia (6)
- Miglior attacco: Colonia  (84)
- Miglior difesa: Union Berlino (33)
- Peggior attacco: Magdeburgo (35)
- Peggior difesa: Duisburg (65)
- Miglior differenza reti: Colonia (+37)
- Peggior differenza reti: Duisburg (-26)

Partite
- Maggior numero di gol: Colonia-Dinamo Dresda 8-1 (9) (13ª giornata)
- Maggior scarto di gol: Colonia-Dinamo Dresda 8-1 (7) (13ª giornata)